# Ryan Martinie

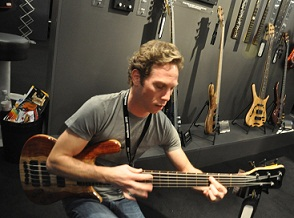
Ryan Martinie in 2010

Ryan Martinie (Peoria, 6 augustus 1975) is een Amerikaanse bassist. Hij speelde onder meer in Mudvayne en meer recentelijk in Soften The Glare.